# Rolf Wilhelm Brednich
Rolf Wilhelm Brednich (* 8. Februar 1935 in Worms; † 30. November 2023 in Wellington, Neuseeland) war ein deutscher Volkskundler, Lied- und Erzählforscher.

## Leben und Wirken
Brednich studierte von 1954 bis 1960 Volkskunde, Germanistik, Geschichte und evangelische Theologie an der Universität Tübingen und der Johannes Gutenberg-Universität Mainz. Im letzten Studienjahr promovierte er mit der Arbeit Volkserzählungen und Volksglaube von den Schicksalsfrauen bei Lutz Röhrich. Er war Mitglied der christlichen Studentenverbindungen Tübinger Wingolf und Mainzer Wingolf.
Von 1963 bis 1980 war Brednich führender Mitarbeiter des Deutschen Volksliedarchivs in Freiburg, 1964 wurde er Herausgeber des Jahrbuches für Volksliedforschung. Von 1965 bis 1974 war er Vorsitzender der Kommission für Lied-, Musik- und Tanzforschung in der Deutschen Gesellschaft für Volkskunde. Ab 1969 lehrte er an der Universität Freiburg im Breisgau und habilitierte sich dort 1973 in Volkskunde mit dem zweibändigen Werk Die Liedpublizistik im Flugblatt des 15. bis 17. Jahrhunderts.
Im Jahr 1975 wurde Brednich Herausgeber der Volkskunde-Bibliographie und lehrte ab diesem Jahr am Freiburger Volkskunde-Institut als Extraordinarius. In dieser Zeit drehte er für das Institut für den Wissenschaftlichen Film, heute IWF Medien und Wissen GmbH, mehrere Dokumentarfilme zu volkskundlichen Themen. 1981 wurde Brednich auf den Lehrstuhl für Volkskunde der Georg-August-Universität Göttingen berufen.
Er wurde 1982 Hauptherausgeber der Enzyklopädie des Märchens und Mitherausgeber der Zeitschrift Fabula. Von 1983 bis 1999 war er Vorsitzender der Volkskundlichen Kommission für Niedersachsen, von 1991 bis 1999 ebenso von der Deutschen Gesellschaft für Volkskunde. 
Im Februar 2000 verabschiedete die Universität Göttingen Rolf Wilhelm Brednich in den Ruhestand. Seit seiner Emeritierung lebte und forschte Brednich vor allem in Neuseeland, das sein „second home“ wurde und wo seine Frau Brigitte Boenisch-Brednich als Professorin berufen worden war. 2000 wurde er Senior Honorary Research Fellow am Stout Centre der Victoria University of Wellington; ab 2005 war er dort Visiting Professor of Anthropology an der School of Social and Cultural Studies. Brednichs Veröffentlichungen aus dieser Zeit beschäftigten sich u. a. mit dem neuseeländischen Humor und dem Golfsport in Neuseeland. 2023 verstarb Rolf Wilhelm Brednich in Wellington.

## Preise und Auszeichnungen
- 2004: Brüder-Grimm-Preis der Philipps-Universität Marburg[8]
- 2010: Europäischer Märchenpreis der Märchen-Stiftung Walter Kahn, Volkach

## Veröffentlichungen (Auswahl)
Rolf Wilhelm Brednich beschäftigte sich als erster deutscher Volkskundler mit der Erzählgattung der modernen Sagen. Seine erste Sammlung moderner Sagen (Die Spinne in der Yucca-Palme) ist aus einem Projektseminar an der Universität Göttingen hervorgegangen. Das Buch ist in einer Auflage von derzeit 680.000 Exemplaren erschienen und in mehrere Sprachen übersetzt worden. In den Folgebänden wurden zahlreiche seiner Leser zu Mitautoren, indem sie ihm durch Leserbriefe zahlreiche mündlich umlaufende Geschichten zugänglich gemacht haben.
Daneben gab er als Bildforscher 1987 den Göttingischen Ausruff von 1744 und 1997 erstmals eine Bildedition der druckgraphischen Göttinger Stammbuchblätter heraus.
- Volkserzählungen und Volksglaube von den Schicksalsfrauen. Helsinki 1964.
- Die Ebermannstädter Liederhandschrift. Kulmbach 1972.
- mit Lutz Röhrich und Wolfgang Suppan: Handbuch des Volksliedes, 2 Bände, München 1973/1975.
- Die Liedpublizistik im Flugblatt des 15. bis 17. Jahrhunderts. 2 Bände, Baden-Baden 1974–1975.
- Die Darfelder Liederhandschrift 1546–1565. Münster 1976.
- Deutsche Comics. Freiburg/Breisgau 1979.
- mit Peter Assion: Bauen und Wohnen im deutschen Südwesten. 1984.
- Pfaffenweiler Stein. Ein Beitrag zur Erforschung der Steinhauerei am Oberrhein. Pfaffenweiler 1985.
- Die Brüder Grimm in Göttingen 1829–1837. Göttingen 1986.
- Georg Daniel Heumann: Der Göttingische Ausruff von 1744. Neu hrsg. und kommentiert von Rolf Wilhelm Brednich. Schwartz, Göttingen 1987, ISBN 978-3-509-01450-1. (Digitalisat der 2., verbesserten Auflage aus dem Universitätsverlag Göttingen, 2021, abgerufen am 9. Dezember 2023)
- Die Spinne in der Yucca-Palme. Sagenhafte Geschichten von heute. München 1990.
- Die Maus im Jumbo-Jet. Neue sagenhafte Geschichten von heute. München 1991.
- Das Huhn mit dem Gipsbein. Neueste sagenhafte Geschichten von heute. München 1993.
- Sagenhafte Geschichten von heute. Beck, München 1994, ISBN 978-3-406-38170-6.

- (Auswahl und Bearbeitung): Liederbuch für Niedersachsen. Herausgeber: Niedersächsischer Heimatbund e. V.; Möseler Verlag, Wolfenbüttel 1994, ISBN 3-7877-1100-7.
- Die Ratte am Strohhalm. Allerneueste sagenhafte Geschichten von heute. München 1996.
- Denkmale der Freundschaft. Göttinger Stammbuchkupfer – Quellen der Kulturgeschichte. Aus den Beständen des Stadtarchivs Göttingen, der Niedersächsischen Staats- und Universitätsbibliothek Göttingen, des Städtischen Museums Göttingen, des Firmenarchivs Wiederholdt Göttingen und des Historischen Museums am Hohen Ufer Hannover. Bremer, Friedland 1997. ISBN 3-98037-831-4.[9]
- Die Hutterer. Eine alternative Kultur in der modernen Welt. Freiburg i. Br. 1998.
- Grundriß der Volkskunde. Einführung in die Forschungsfelder der Europäischen Ethnologie. Berlin 2001. ISBN 3-496-02705-3.
- Pinguine in Rückenlage. Brandneue sagenhafte Geschichten von heute. München 2004.
- www.worldwidewitz.com. Humor im Cyberspace. Herder, Freiburg / Basel / Wien 2005. ISBN 3-451-05547-3.
- Neuseeland macht Spaß. Eine kommentierte Anthologie neuseeländischen Humors. 2. Aufl., Mana-Verlag, Berlin 2007. ISBN 978-3-934031-04-3.
- Tie und Anger. Historische Dorfplätze in Niedersachsen, Thüringen, Hessen und Franken. Friedland 2009.
- Erzählkultur. Beiträge zur kulturwissenschaftlichen Erzählforschung. Berlin 2009.
- Golfen in Neuseeland. Ein Führer zu den 80 schönsten Country Courses. Mana, Berlin 2009, ISBN 978-3-934031-92-0.
- Deutsche in der Südsee. Eckartschriften Heft 206, Österreichische Landsmannschaft, Wien 2012.
- Augustus Koch – Mapmaker. The life and work of Augustus Koch (1834–1901): artist, designer, draughtsman and cartographer. With a chapter by Sascha Nolden. Wellington 2015. ISBN 978-1-927242-87-2.
- Überlieferungsgeschichten. Paradigmata volkskundlicher Kulturforschung. Berlin/Boston 2015. ISBN 978-3-11-042844-5.

## Filme (Auswahl)
- Rolf Wilhelm Brednich, Franz Simon: Mitteleuropa, Baden. Die Altweibermühle in der Wolfacher Fastnacht. Film E 2455 des IWF. Göttingen 1978. Publikation von R. W. Brednich. Publikationen zu Wissenschaftlichen Filmen, Sektion Ethnologie, Serie 9, Nr. 3 / E 2455 (1979)
- Rolf Wilhelm Brednich, Franz Simon: Mitteleuropa, Baden. Wolfacher Fasnet. Film E 2801 des IWF. Göttingen 1984. Publikation von R. W. Brednich. Publikationen zu Wissenschaftlichen Filmen, Sektion Ethnologie, Serie 14, Nr. 1 / E 2801 (1984).